# Robert Foxworth
Robert Heath Foxworth (Houston, 1º novembre 1941) è un attore statunitense.

## Biografia
Figlio della scrittrice Erna Beth Seamman, ottiene i suoi primi successi sul palcoscenico dell'Arena Stage a Washington.
Gli fu offerto il ruolo di J.R. Ewing in Dallas, ma fu sostituito da Larry Hagman quando Foxworth chiese ai produttori di rendere il personaggio meno cattivo.
Fra i suoi tanti ruoli televisivi è soprattutto ricordato per il personaggio di David Hansen in Uomini di legge (1970-1971) e quello di Chase Gioberti nel serial Falcon Crest, che l'attore ha interpretato per sei stagioni (1981-1987). Nel 1973 partecipò al film La figlia del diavolo. Negli anni '90 ha recitato in varie serie televisive di successo come SeaQuest DSV, Babylon 5, Star Trek: Deep Space Nine e Oltre i limiti. Dal 2001 al 2003, interpreta il personaggio di Bernard Chenowith in Six Feet Under e continua a ricoprire ruoli più o meno brevi in altre serie come Law & Order - I due volti della giustizia, Una mamma per amica, West Wing - Tutti gli uomini del Presidente e Bones.
Per il cinema è stata la voce originale di Ratchet, medico capo degli Autorobot nella quadrilogia di Michael Bay dedicata ai Transformers.
È stato sposato dal 1964 al 1974 e da questo primo matrimonio ha avuto due figli, tra cui Bo Foxworth, anche lui attore. Nel 1993 è convolato a nozze con Elizabeth Montgomery, con la quale è rimasto sposato fino alla morte dell'attrice nel 1995.

## Filmografia parziale

### Cinema
- Il tesoro di Matecumbe (Treasure of Matecumbe), regia di Vincent McEveety (1976)
- Airport '77, regia di Jerry Jameson (1977)
- La maledizione di Damien (Damien: Omen II), regia di Don Taylor (1978)
- Profezia (Prophecy), regia di John Frankenheimer (1979)
- Tramonto di un eroe (Beyond the Stars), regia di David Saperstein (1989)
- Syriana, regia di Stephen Gaghan (2005)
- Transformers, regia di Michael Bay (2007) - voce
- Transformers - La vendetta del caduto (Transformers: Revenge of the Fallen), regia di Michael Bay (2009) - voce
- Transformers 3 (Transformers: Dark of the Moon) (2011), regia di Michael Bay - voce
- Transformers 4 - L'era dell'estinzione (Transformers: Age of Extinction), regia di Michael Bay (2014) - voce

### Televisione
- Uomini di legge (Storefront Lawyers) - serie TV, 23 episodi (1970-1971)
- Mod Squad, i ragazzi di Greer (The Mod Squad) - serie TV, 1 episodio (1971)
- Mannix - serie TV, 1 episodio (1971)
- Un uomo per la città (The Man and the City) - serie TV, 1 episodio (1971)
- Sesto senso (The Sixth Sense) - serie TV, 1 episodio (1972)
- I nuovi medici (The Bold Ones: The New Doctors) - serie TV, 1 episodio (1972)
- Medical Center - serie TV, 1 episodio (1972)
- Le strade di San Francisco (The Streets of San Francisco) - serie TV, 2 episodi (1972-1973)
- La figlia del diavolo (The Devil's Daughter), regia di Jeannot Szwarc (1973) - film TV
- Hawaii Squadra Cinque Zero (Hawaii Five-O) - serie TV, 1 episodio (1973)
- F.B.I. (The F.B.I.) - serie TV, 3 episodi (1972-1974)
- Kung Fu - serie TV, 1 episodio (1974)
- Barnaby Jones - serie TV 1 episodio (1974)
- Cannon - serie TV, 1 episodio (1975)
- Quincy (Quincy, M.E.) - serie TV, 1 episodio (1976)
- Falcon Crest - serie TV, 155 episodi (1981-1987)
- New York New York (Cagney & Lacey) - serie TV, 2 episodi (1988)
- Colombo (Columbo) - serie TV,  episodio 8x04 (1989)
- I casi di Rosie O'Neill (The Trials of Rosie O'Neill) - serie TV, 1 episodio (1991)
- 2000 Malibu Road - serie TV, 5 episodi (1992)
- SeaQuest - Odissea negli abissi (SeaQuest DSV) - serie TV, 1 episodio (1994)
- Babylon 5 - serie TV, 2 episodi (1994-1995)
- La signora in giallo (Murder She Wrote) - serie TV, episodio 11x19 (1995)
- La famiglia Brock (Picket Fences) - serie TV, 1 episodio (1995)
- Star Trek: Deep Space Nine – serie TV, episodi 4x11-4x12 (1996)
- Oltre i limiti (The Outer Limits) - serie TV, 1 episodio (1996)
- Squadra Med - Il coraggio delle donne (Strong Medicine) - serie TV, 2 episodi (2000)
- Giudice Amy (Judging Amy) - serie TV, 1 episodio (2002)
- Stargate SG-1 - serie TV, 1 episodio (2002)
- Law & Order - I due volti della giustizia (Law & Order) - serie TV, 2 episodi (1997-2003)
- Six Feet Under - serie TV, 6 episodi (2001-2003)
- Jeremiah - serie TV, 2 episodi (2003)
- Law & Order - Unità vittime speciali (Law & Order: Special Victims Unit) - serie TV, episodi 1x17-7x09 (2000-2005)
- Una mamma per amica (Gilmore Girls) - serie TV, 1 episodio (2005)
- West Wing - Tutti gli uomini del Presidente (The West Wing) - serie TV, 1 episodio (2005)
- Bones - serie TV, 1 episodio (2006)
- Boston Legal – serie TV, 1 episodio (2006)
- The Librarian 2 - Ritorno alle miniere di Re Salomone (The Librarian: Return to King Solomon's Mines), regia di Jonathan Frakes – film TV (2006)
- Brothers & Sisters - Segreti di famiglia (Brothers & Sisters) – serie TV, 1 episodio (2006)
- Chaos - serie TV, 1 episodio (2011)

## Doppiatori italiani
Nelle versioni in italiano delle opere in cui ha recitato, Robert Foxworth è stato doppiato da:
- Rino Bolognesi in La figlia del diavolo
- Pino Colizzi ne Il tesoro di Matecumbe
- Giancarlo Maestri in La maledizione di Damien
- Ferruccio Amendola in Airport '77
- Adalberto Maria Merli in Falcon Crest
- Claudio Capone in Colombo
- Emilio Cappuccio in Tramonto di un eroe
- Natalino Libralesso in La signora in giallo
- Michele Kalamera in Star Trek: Deep Space Nine
- Gino La Monica in Law & Order - I due volti della giustizia
- Enrico Bertorelli in Squadra Med - Il coraggio delle donne
- Orlando Mezzabotta in Squadra Med - Il coraggio delle donne
- Luca Biagini in Six Feet Under
- Sergio Di Stefano in Star Trek: Enterprise
- Massimo Rinaldi in Syriana